# Seznam sopek na Filipínách
Toto je seznam sopek na Filipínách.

## Seznam

### Aktivní sopky
| Název                 | Forma              | Výška (m) | Souřadnice                        | Poslední erupce |
| --------------------- | ------------------ | --------- | --------------------------------- | --------------- |
| Ambalatungan          | Vulkanický komplex | 2 329     | 17°18′22″ s. š., 121°5′39″ v. d.  | (?) 1952        |
| Babuyan Claro         | Stratovulkán       | 843       | 19°31′24″ s. š., 121°56′24″ v. d. | 1860            |
| Banahaw               | Vulkanický komplex | 2 170     | 14°4′3″ s. š., 121°29′33″ v. d.   | (?) 1909        |
| Biliran               | Vulkanický komplex | 1 340     | 11°39′ s. š., 124°32′6″ v. d.     | 1939            |
| Bulusan               | Stratovulkán       | 1 565     | 12°46′12″ s. š., 124°3′ v. d.     | 2017            |
| Cabalian              | Stratovulkán       | 945       | 10°16′47″ s. š., 125°12′56″ v. d. | 1820            |
| Cagua                 | Stratovulkán       | 1 133     | 18°13′18″ s. š., 122°7′24″ v. d.  | 1860            |
| Camiguin de Babuyanes | Stratovulkán       | 712       | 18°50′ s. š., 121°51′36″ v. d.    | 1857            |
| Didicas               | Lávový dóm         | 228       | 19°4′36″ s. š., 122°12′6″ v. d.   | 1978            |
| Hibok-Hibok           | Stratovulkán       | 1 332     | 9°12′2″ s. š., 124°40′5″ v. d.    | 1953            |
| Iraya                 | Stratovulkán       | 1 009     | 20°27′59″ s. š., 122°0′42″ v. d.  | 1454            |
| Iriga                 | Stratovulkán       | 1 196     | 13°27′24″ s. š., 123°27′24″ v. d. | ???             |
| Jolo                  | Vulkanický komplex | 811       | 6°0′47″ s. š., 121°3′25″ v. d.    | ???             |
| Kanlaon               | Stratovulkán       | 2 465     | 10°24′42″ s. š., 123°7′54″ v. d.  | 2017            |
| Leonard Kniaseff      | Stratovulkán       | 1 190     | 7°22′54″ s. š., 126°2′48″ v. d.   | 120             |
| Makaturing            | Stratovulkán       | 1 908     | 7°39′ s. š., 124°19′ v. d.        | 1882            |
| Matutum               | Stratovulkán       | 2 286     | 6°26′ s. š., 125°6′30″ v. d.      | 1290            |
| Mayon                 | Stratovulkán       | 2 463     | 13°15′24″ s. š., 123°41′6″ v. d.  | 2019            |
| Musuan                | Lávový dóm         | 646       | 7°52′36″ s. š., 125°4′6″ v. d.    | ???             |
| Parker                | Stratovulkán       | 1 824     | 6°6′48″ s. š., 124°53′30″ v. d.   | 1641            |
| Pinatubo              | Stratovulkán       | 1 486     | 15°8′30″ s. š., 120°21′ v. d.     | 1993            |
| Ragang                | Stratovulkán       | 2 815     | 7°41′40″ s. š., 124°30′27″ v. d.  | 1916            |
| Smith                 | Stratovulkán       | 688       | 19°32′12″ s. š., 121°54′46″ v. d. | 1924            |
| Taal                  | Kaldera            | 311       | 14°0′36″ s. š., 120°59′51″ v. d.  | 2021            |
| bez jména             | Podmořská sopka    | -24       | 20°19′48″ s. š., 121°45′ v. d.    | 1854            |

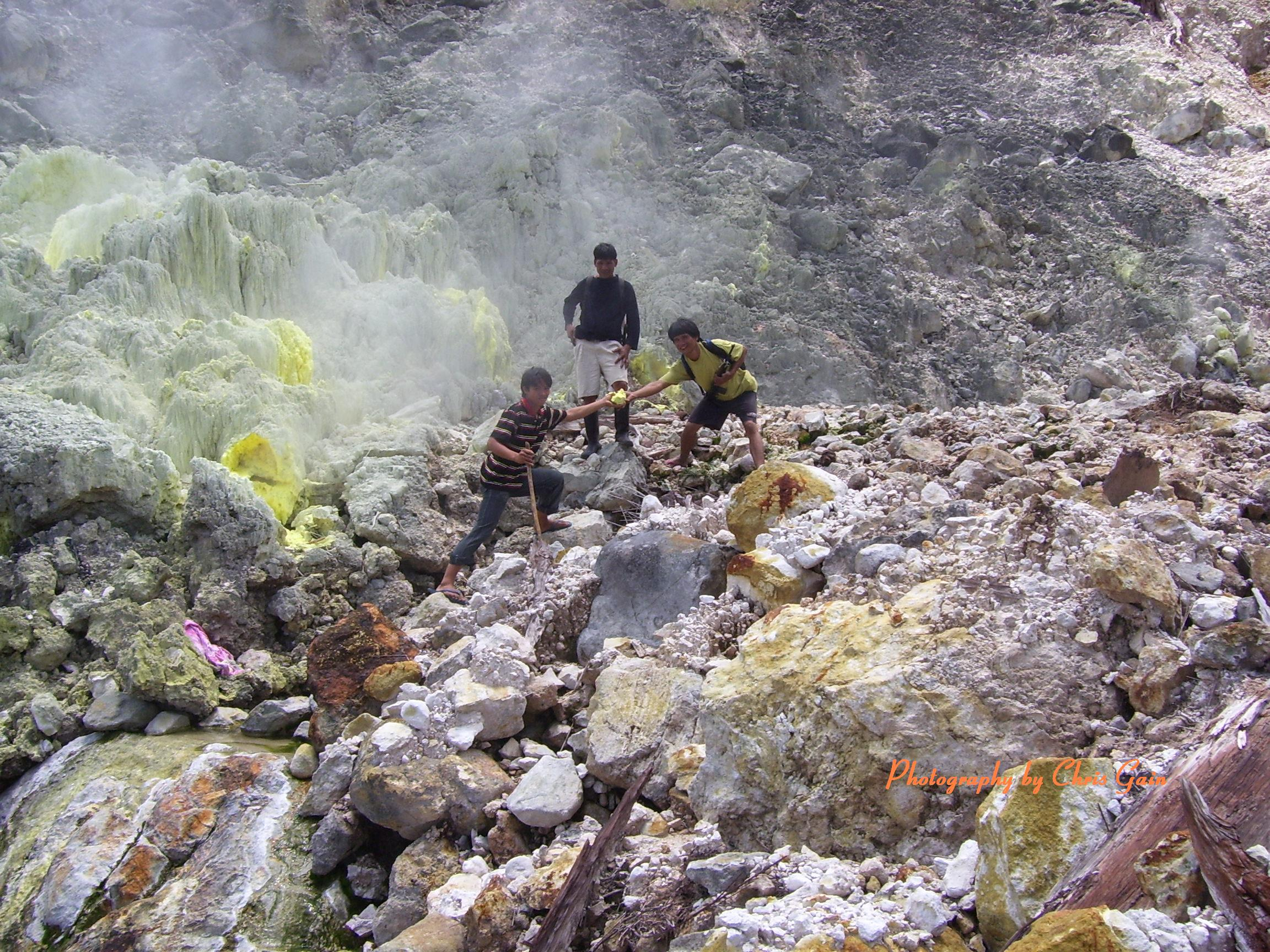
Pole fumarol v komplexu Ambalatungan.
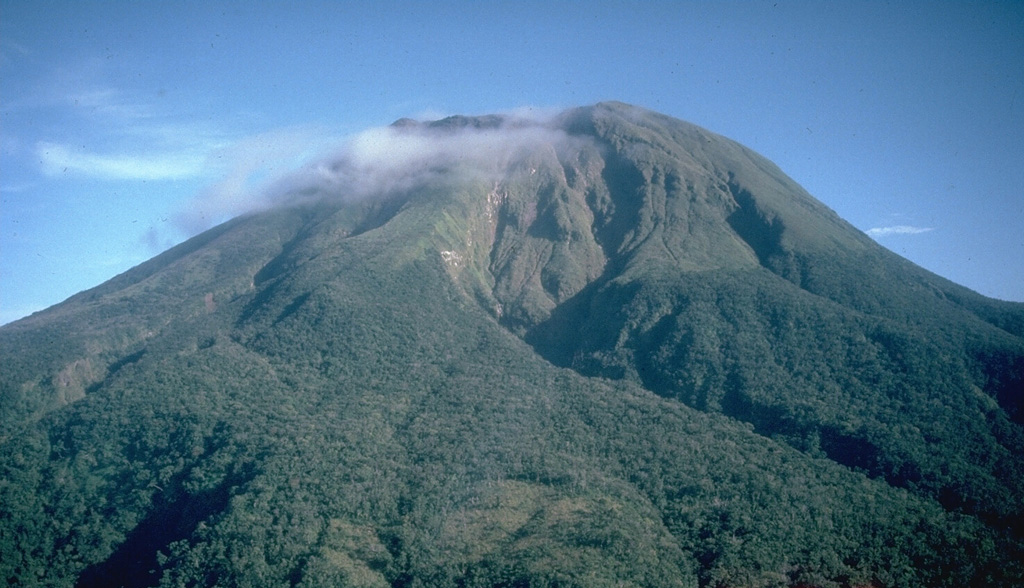
Bulusan
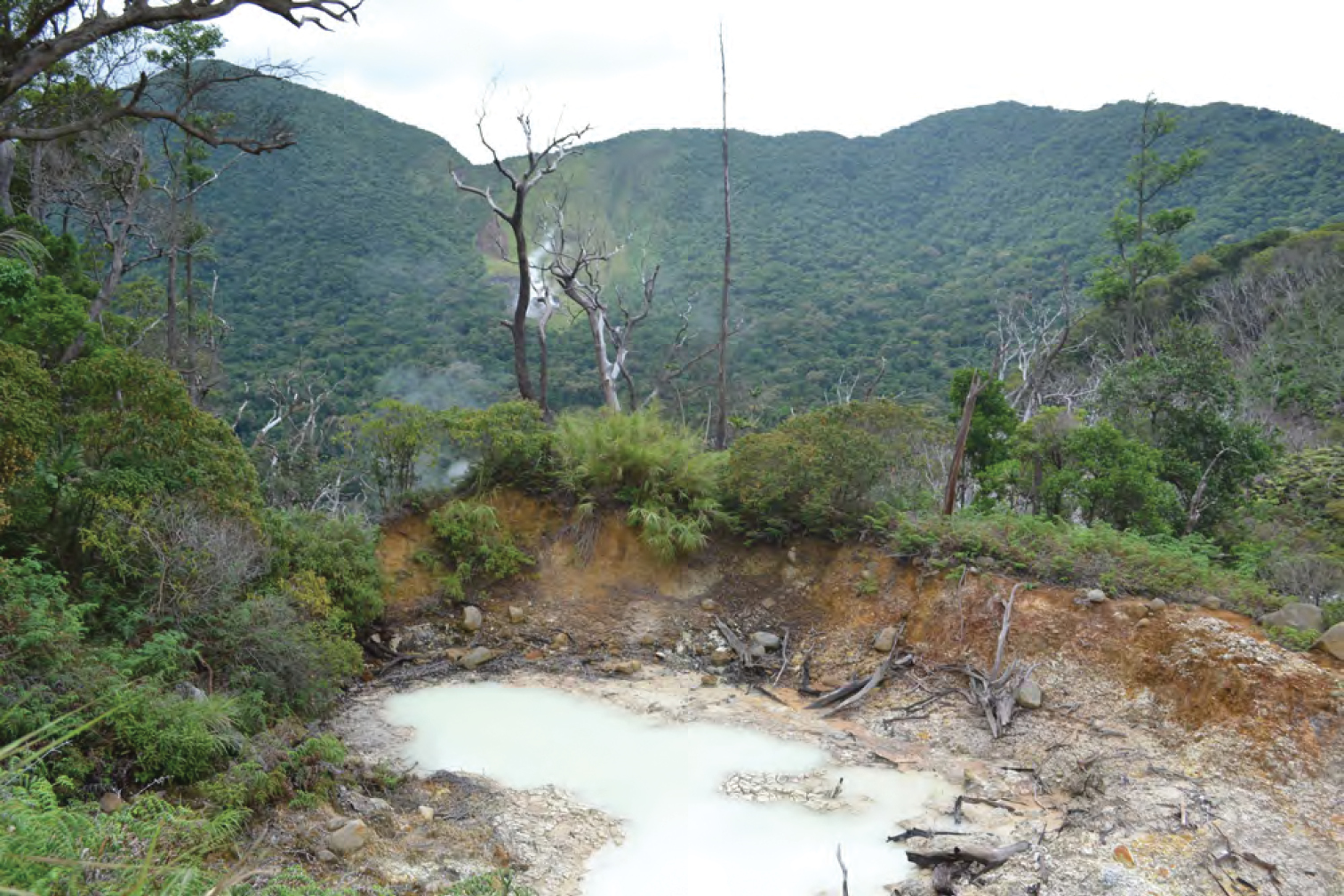
Cagua
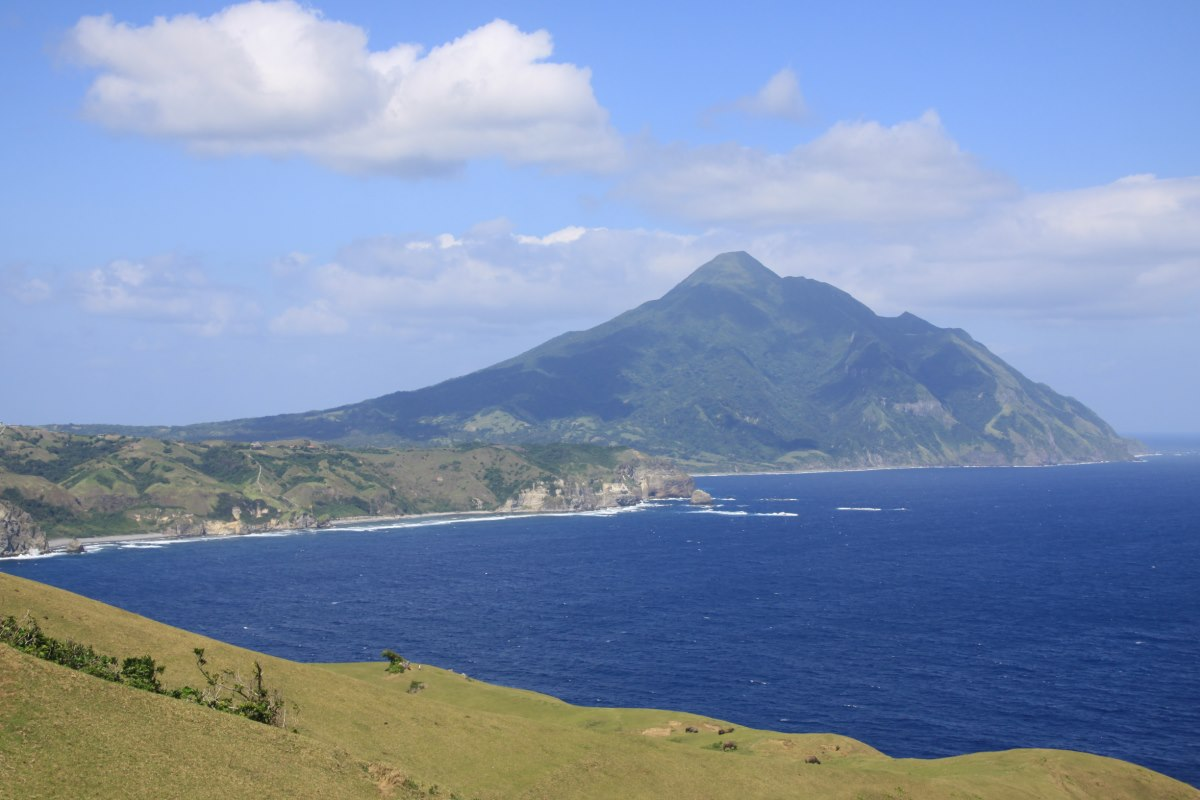
Iraya
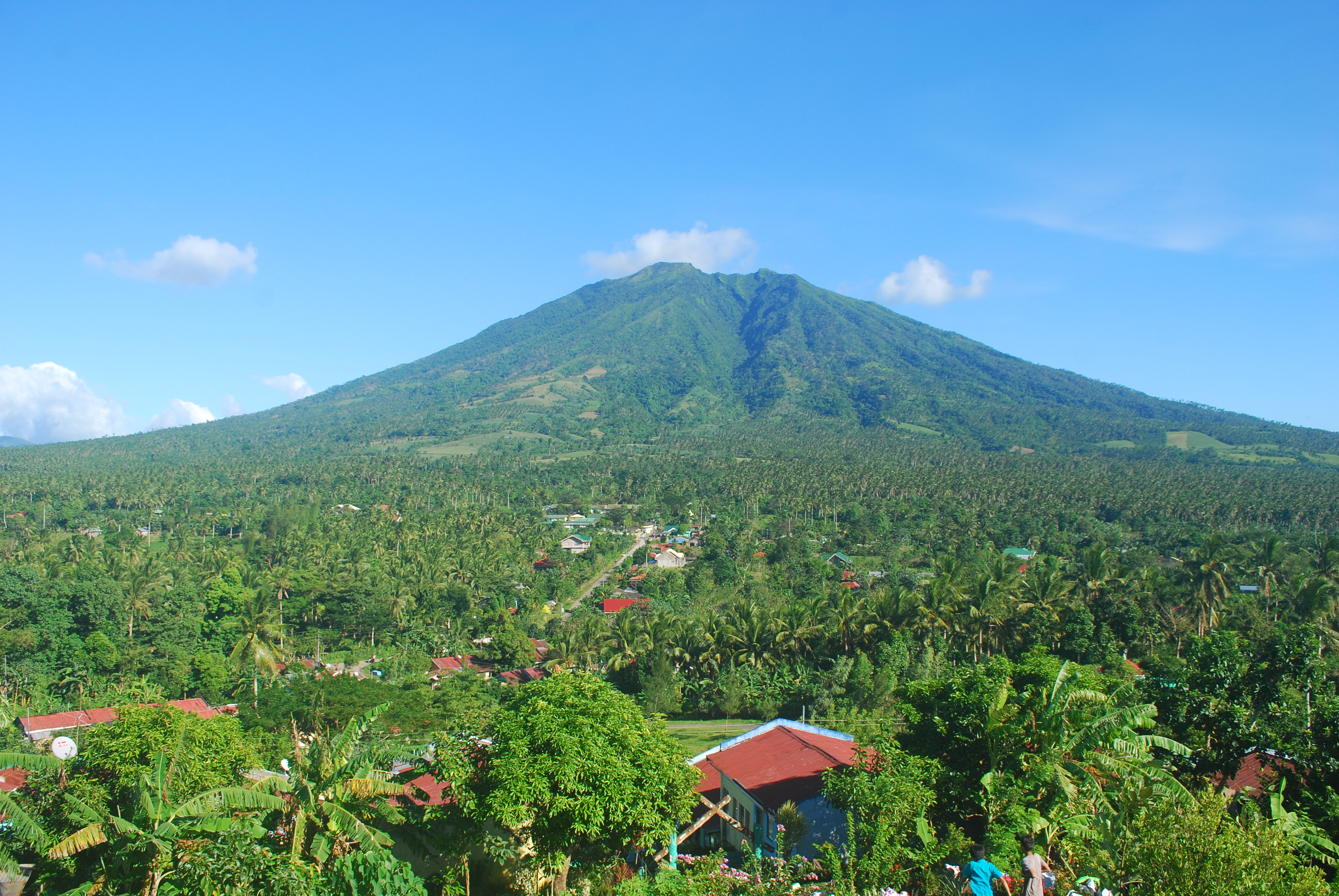
Iriga
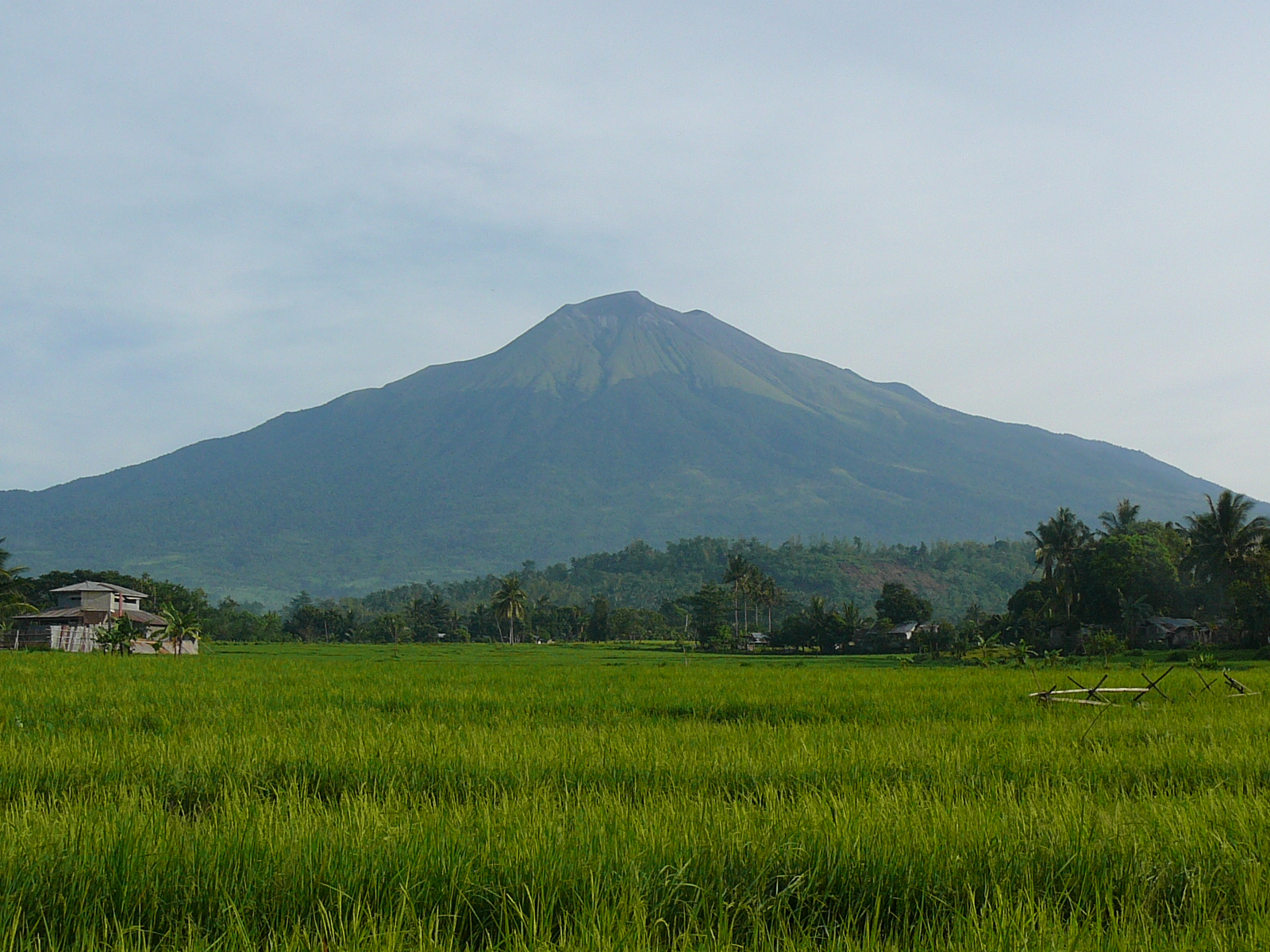
Canlaon
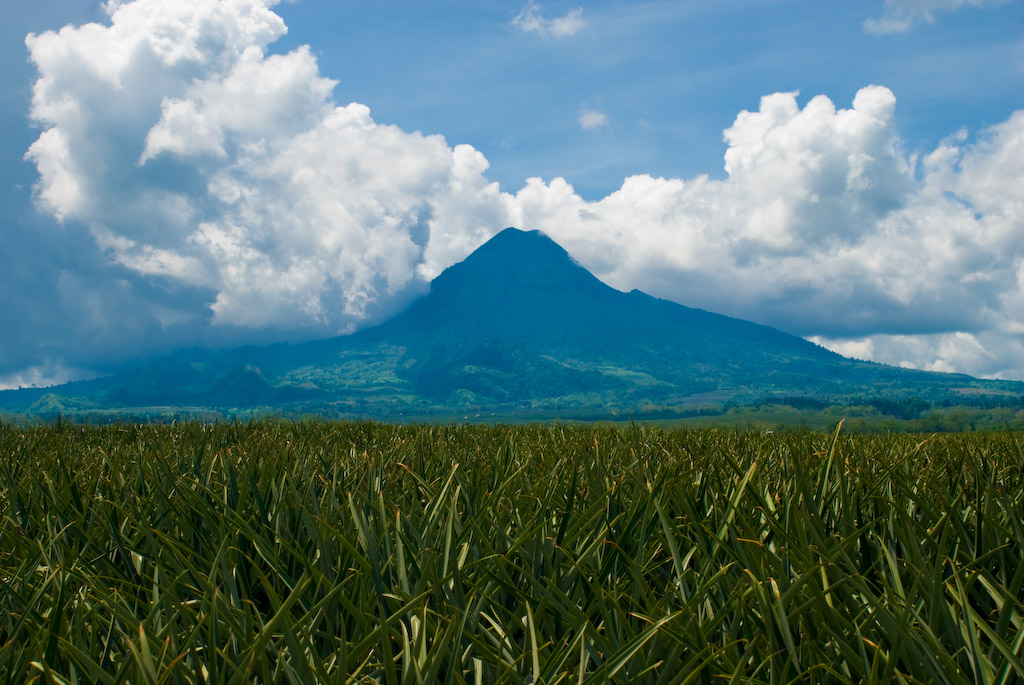
Matutum
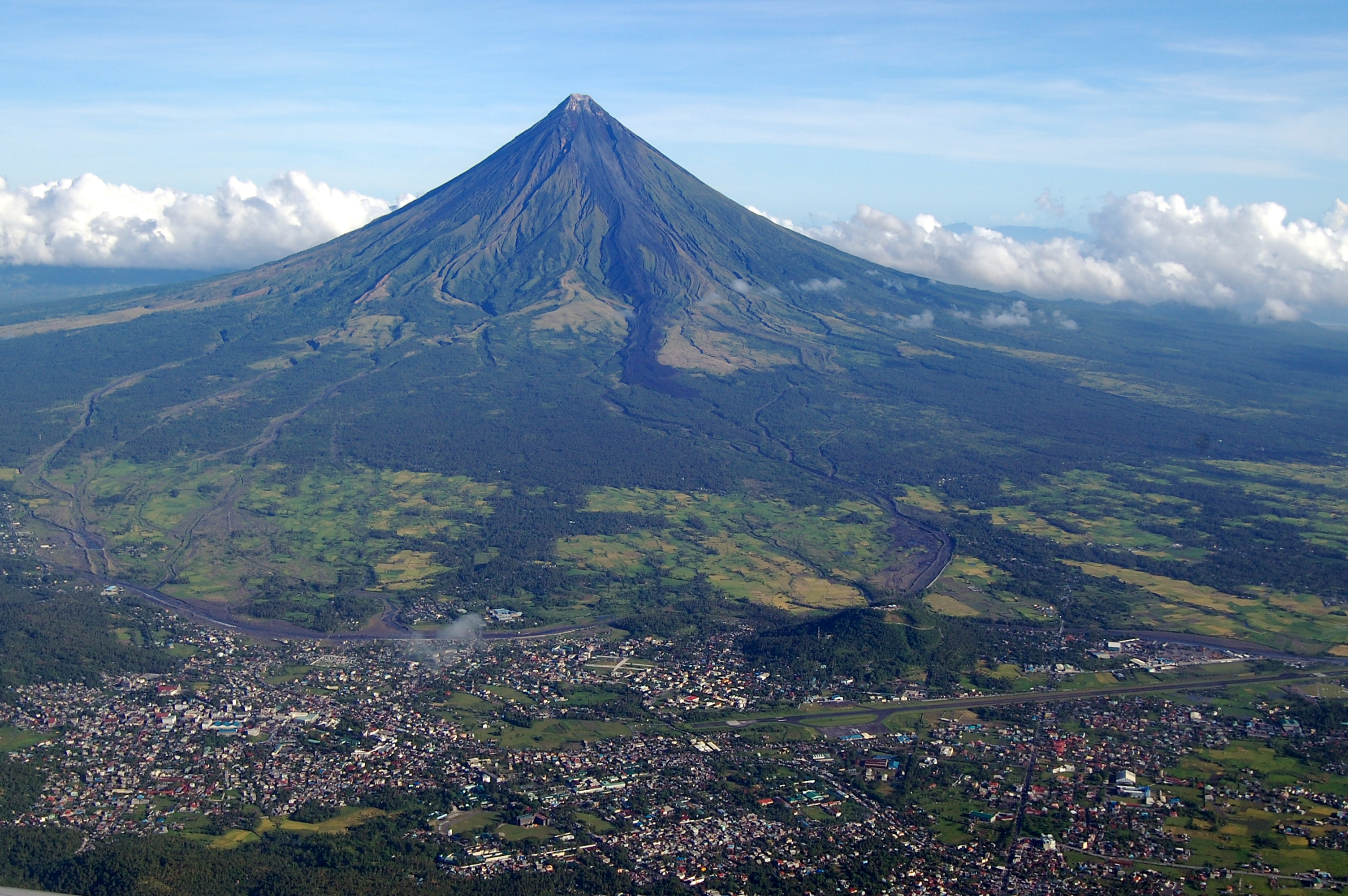
Mayon, jeden z nejaktivnějších vulkánů na Filipínách.
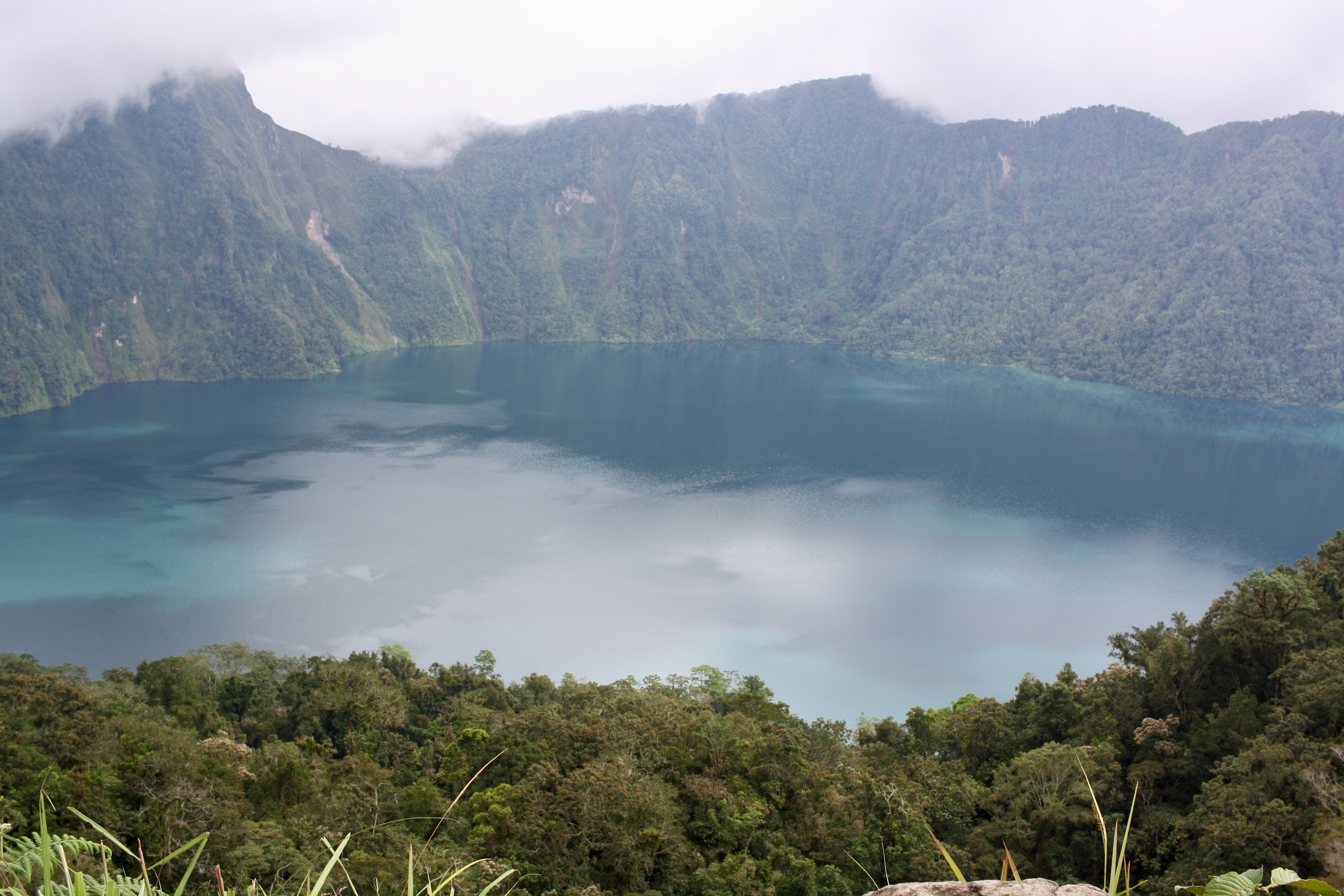
Kalderové jezero sopky Parker.
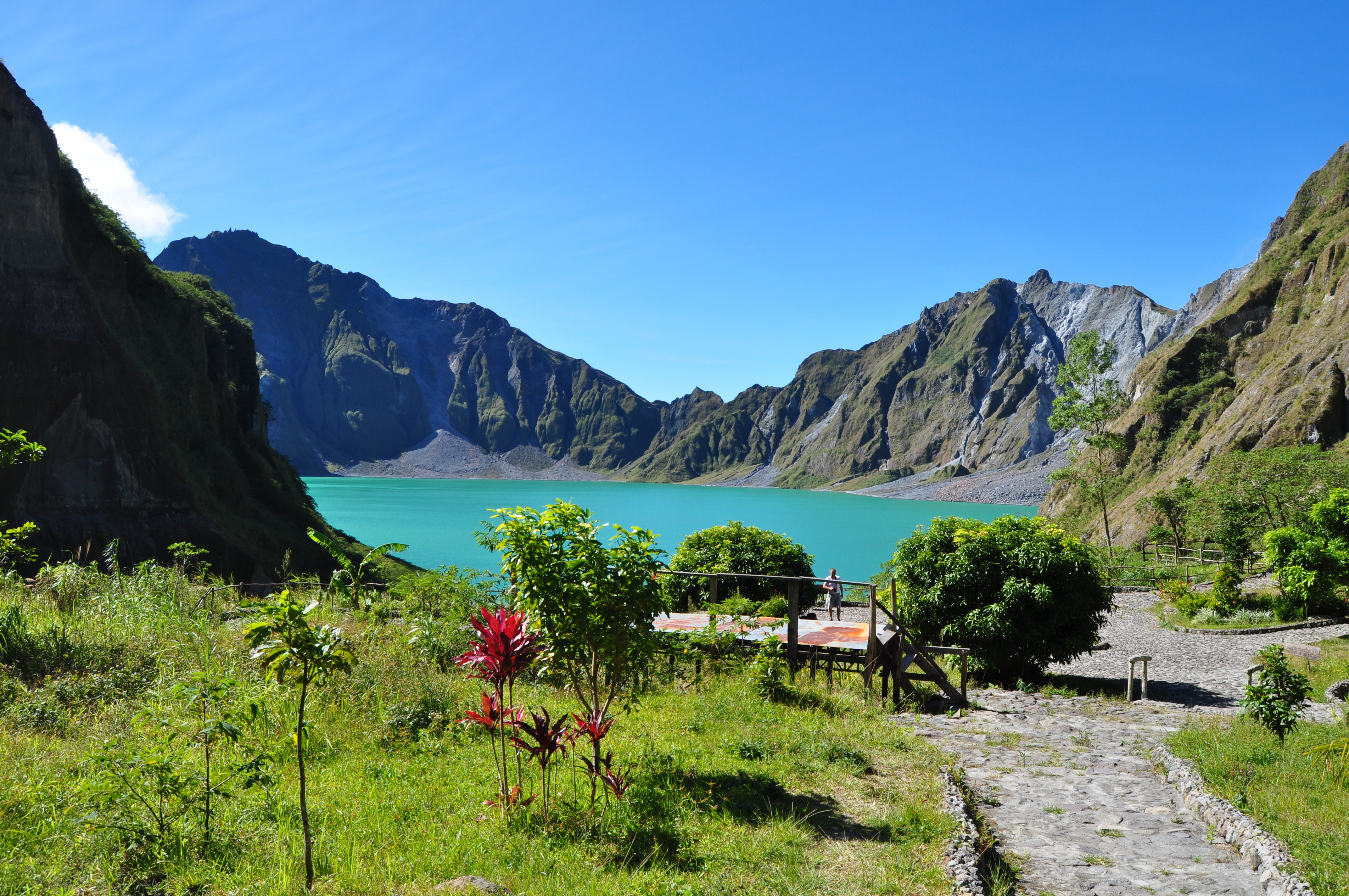
Pinatubo, původce prozatím poslední erupce síly VEI 6, k níž na Zemi došlo.
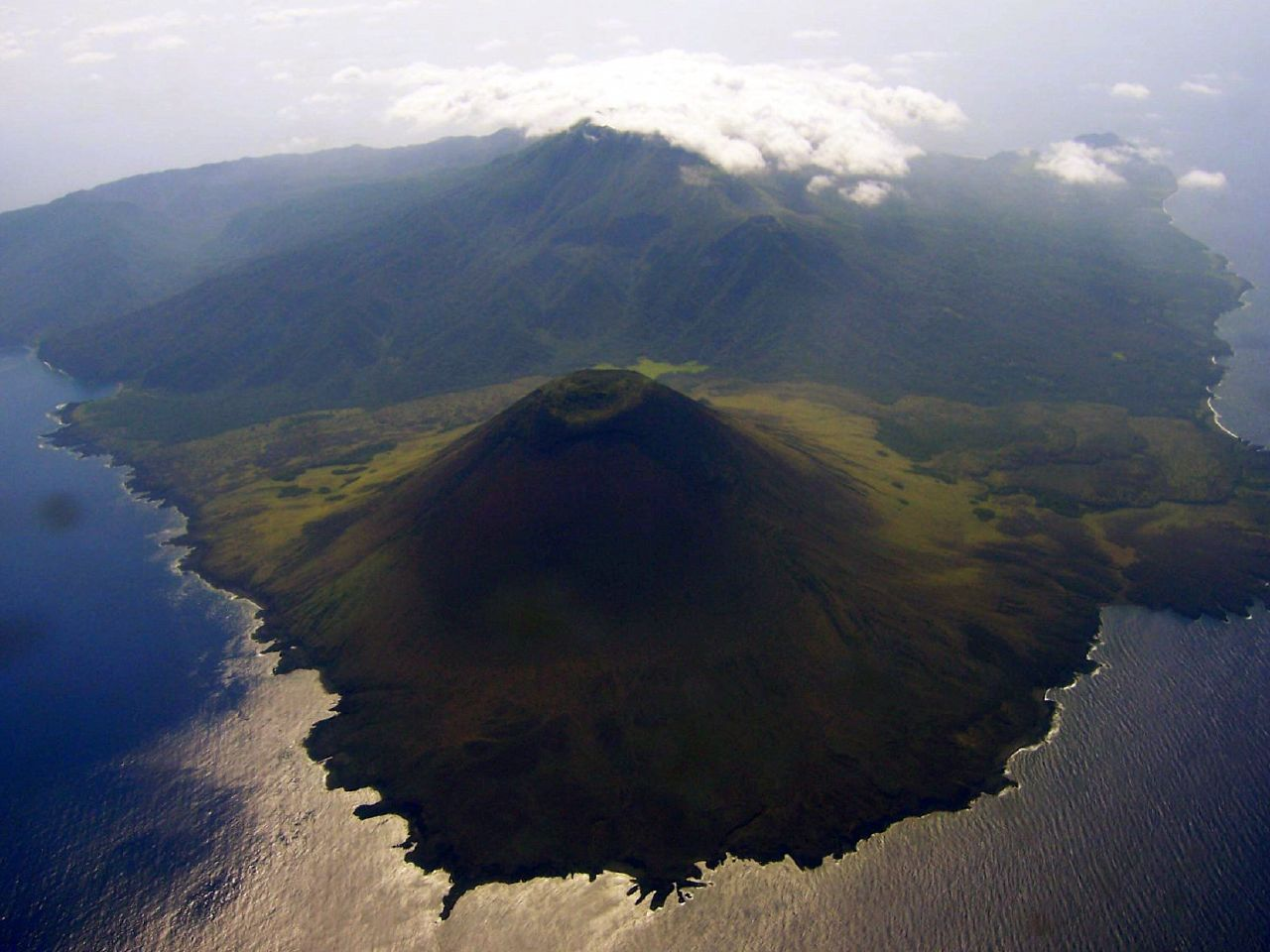
Pohled na Smith v popředí a Babuyan Claro v pozadí.
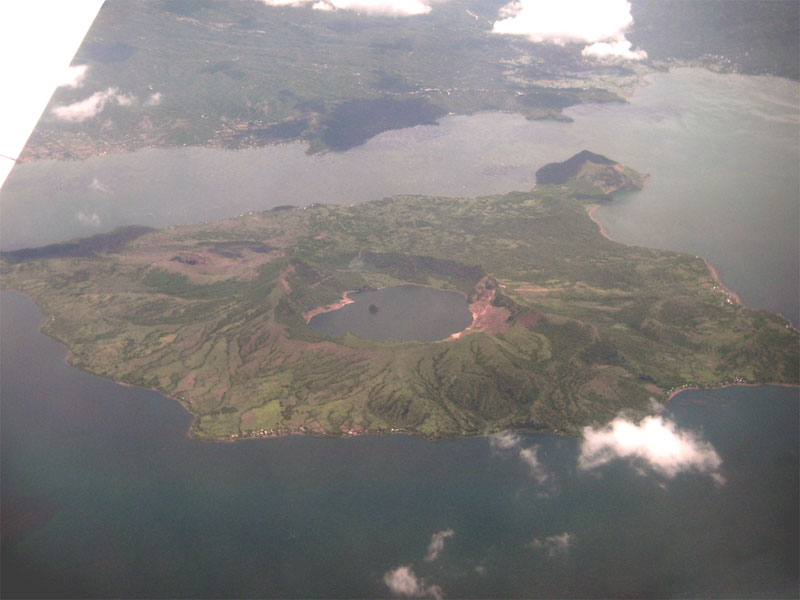
Taal

### Potenciálně aktivní sopky
| Název             | Forma              | Výška (m) | Souřadnice                        | Poslední erupce    |
| ----------------- | ------------------ | --------- | --------------------------------- | ------------------ |
| Amorong           | Lávový dóm         | 376       | 15°49′41″ s. š., 120°48′18″ v. d. | ???                |
| Apo               | Stratovulkán       | 2 954     | 6°59′15″ s. š., 125°16′15″ v. d.  | ???                |
| Arayat            | Stratovulkán       | 1 026     | 15°12′ s. š., 120°44′31″ v. d.    | ???                |
| Balatukan         | Vulkanický komplex | 2 450     | 8°46′12″ s. š., 124°58′48″ v. d.  | ???                |
| Balut             | Stratovulkán       | 862       | 5°24′ s. š., 125°22′30″ v. d.     | ???                |
| Camiguin Mindanao | Skupina vulkánu    | 1 332     | 9°9′ s. š., 124°42′ v. d.         | ???                |
| Cancajanag        | Vulkanický komplex | 900       | 11°4′ s. š., 124°47′ v. d.        | ???                |
| Talinis           | Vulkanický komplex | 1 903     | 9°15′ s. š., 123°10′ v. d.        | ???                |
| Dakut             | Stratovulkán       | 474       | 5°4′ s. š., 120°56′ v. d.         | ???                |
| Isarog            | Stratovulkán       | 2 000     | 13°39′33″ s. š., 123°22′24″ v. d. | 3500 př. n. l.     |
| Kalatungan        | Stratovulkán       | 2 824     | 7°57′18″ s. š., 124°48′9″ v. d.   | ???                |
| Labo              | Stratovulkán       | 1 544     | 14°0′48″ s. š., 122°47′15″ v. d.  | Pleistocén         |
| Laguna            | kaldera            | 743       | 14°7′12″ s. š., 121°18′ v. d.     | ???                |
| Latukan           | Stratovulkán       | 2 338     | 7°39′ s. š., 124°27′ v. d.        | ???                |
| Mahagnao          | Stratovulkán       | 860       | 10°52′28″ s. š., 124°51′35″ v. d. | (?) 1895           |
| Malinao           | Stratovulkán       | 1 548     | 13°24′58″ s. š., 123°36′30″ v. d. | 1980               |
| Malindig          | Stratovulkán       | 1 157     | 13°14′30″ s. š., 122°0′45″ v. d.  | ???                |
| Mandalagan        | Stratovulkán       | 1 885     | 10°39′ s. š., 123°15′ v. d.       | ???                |
| Mariveles         | Stratovulkán       | 1 388     | 14°31′26″ s. š., 120°27′50″ v. d. | (?) 2050 př. n. l. |
| Natib             | Stratovulkán       | 1 253     | 14°43′12″ s. š., 120°24′ v. d.    | ???                |
| Panay             | Stratovulkán       | 501       | 13°43′23″ s. š., 120°53′35″ v. d. | Pleistocén         |
| San Cristobal     | Vulkanický komplex | 1 470     | 14°3′52″ s. š., 121°25′36″ v. d.  | ???                |
| Santo Tomas       | Stratovulkán       | 2 260     | 16°20′6″ s. š., 120°33′40″ v. d.  | Pleistocén         |
| Silay             | Stratovulkán       | 1 535     | 10°46′ s. š., 123°14′ v. d.       | ???                |

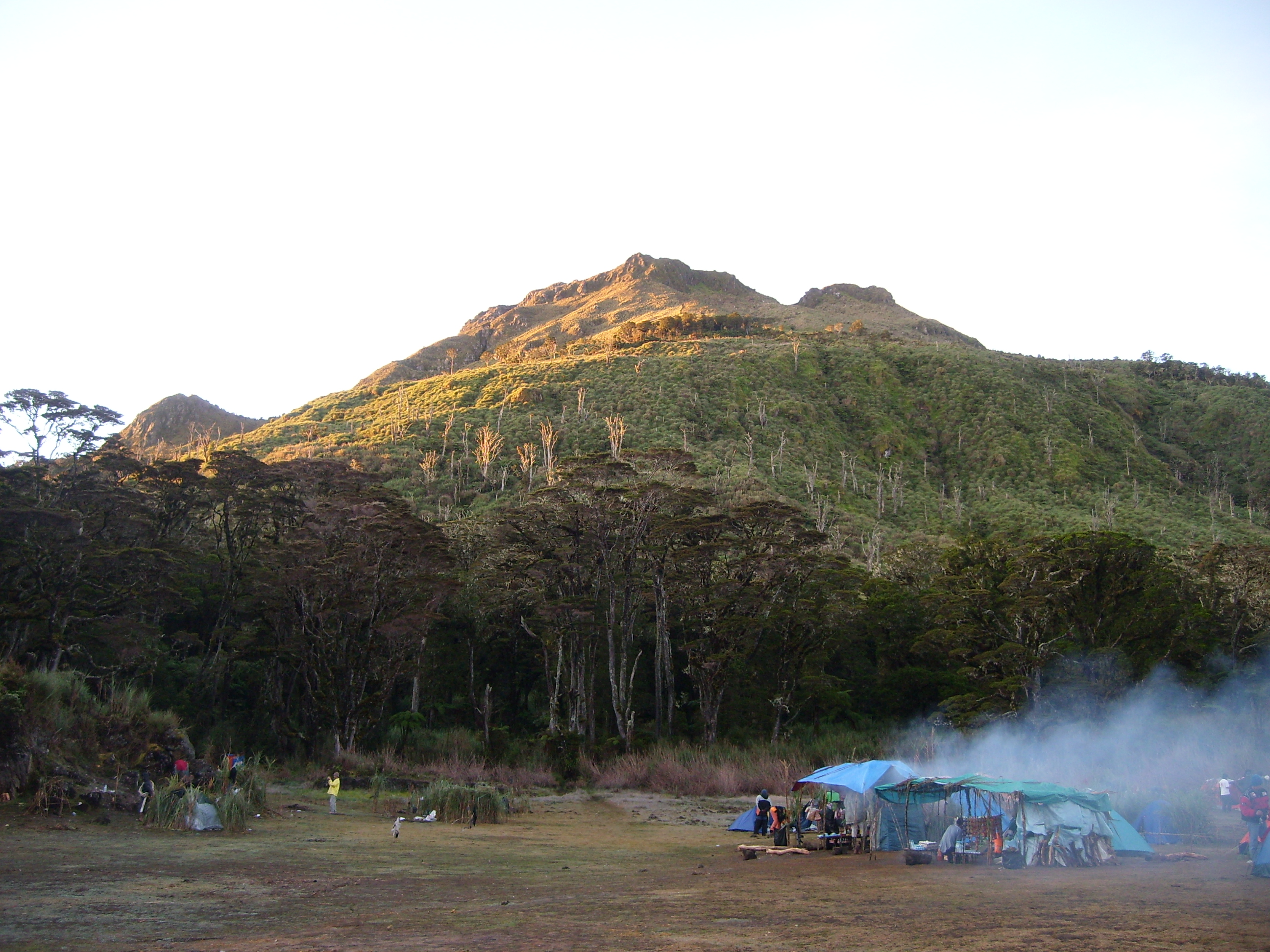
Apo
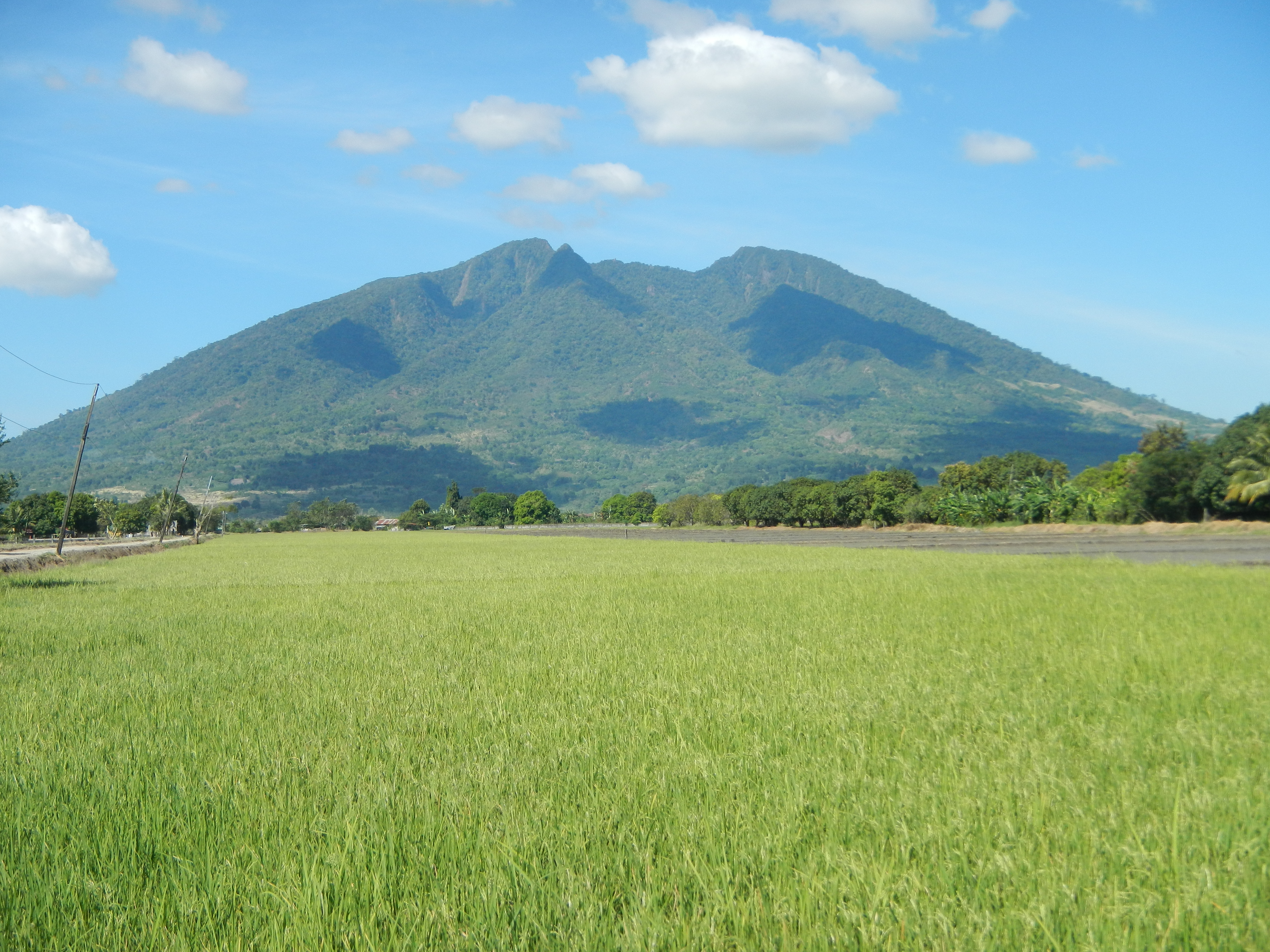
Arayat
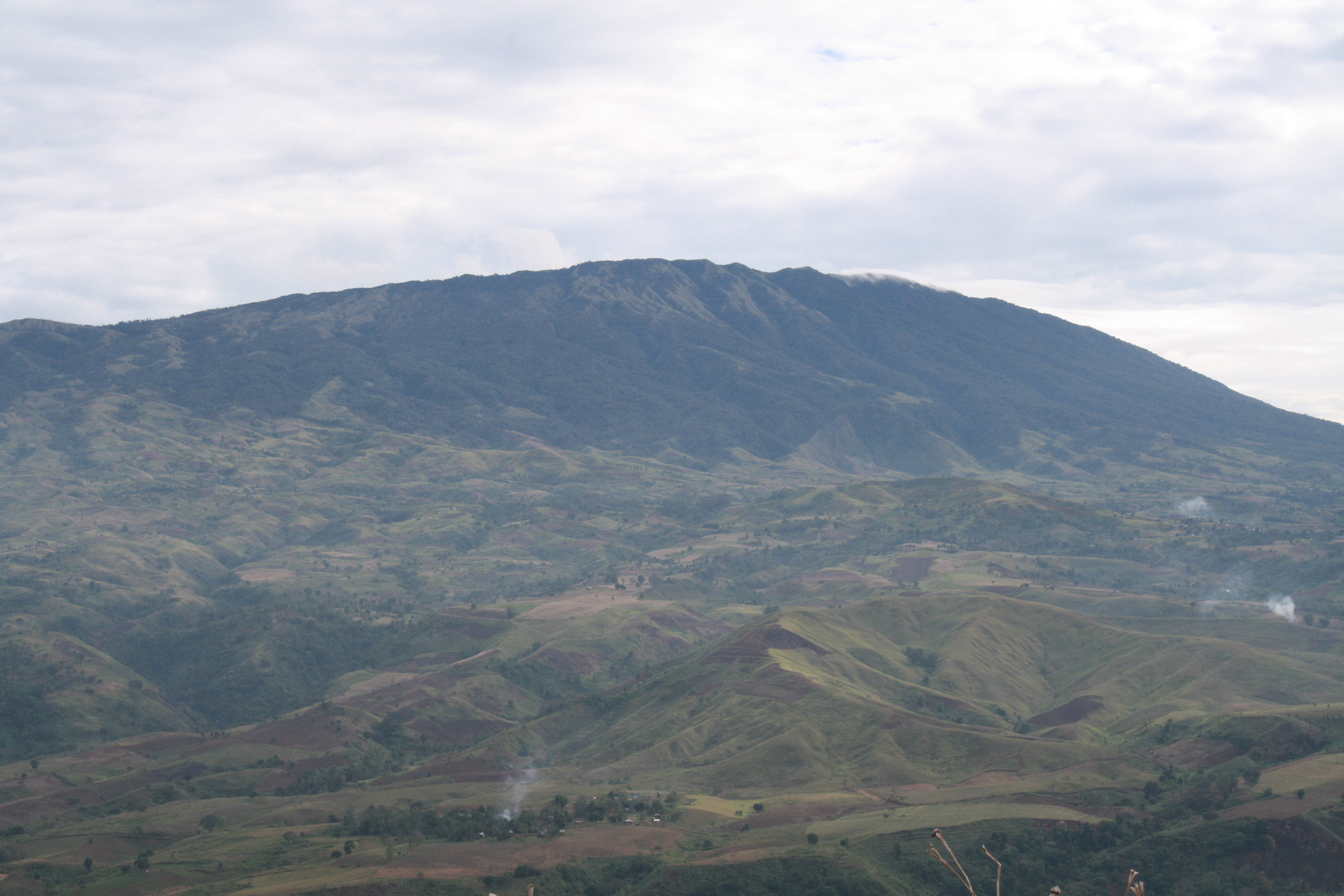
Balatukan
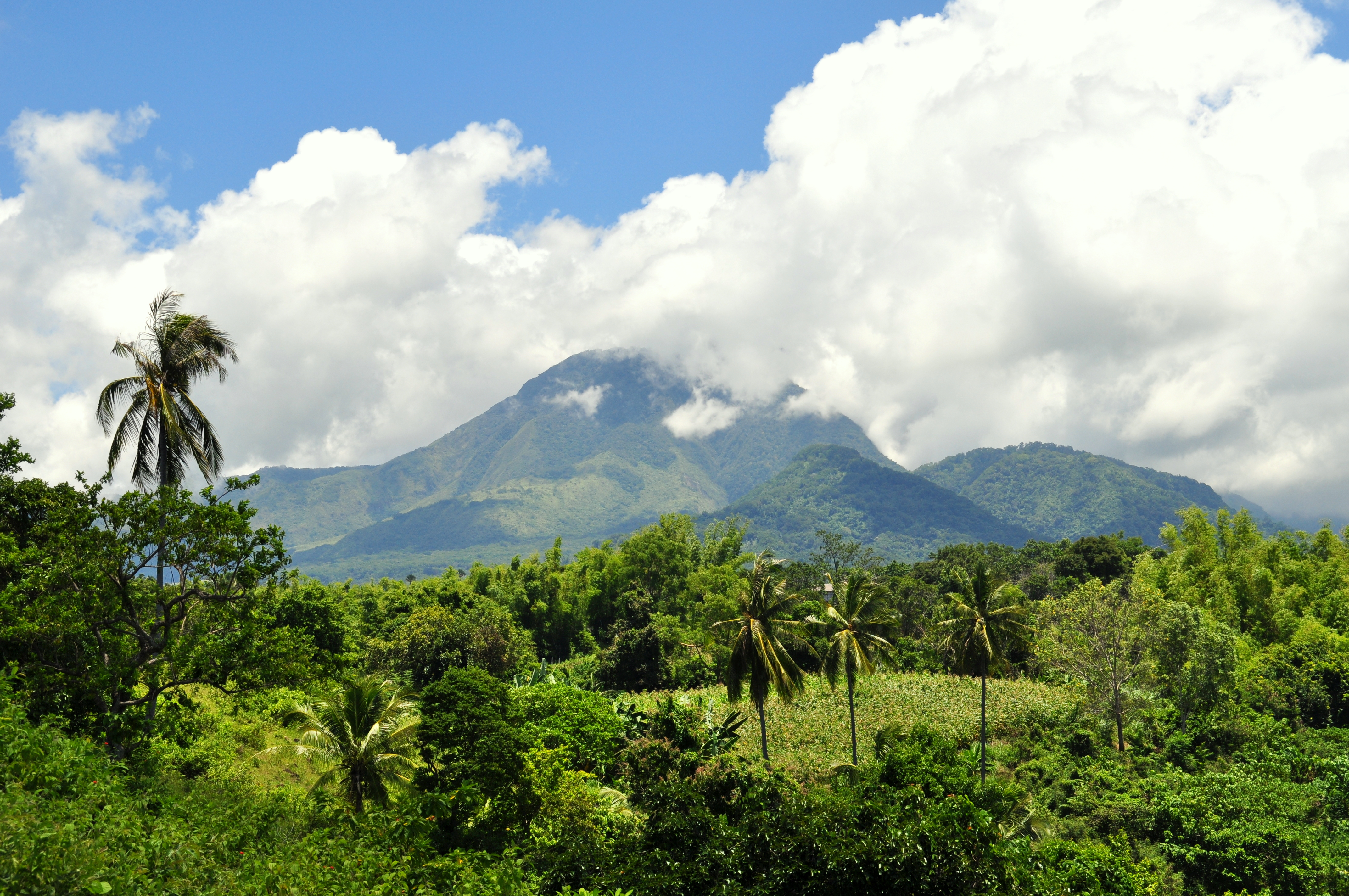
Cuernos de Negros
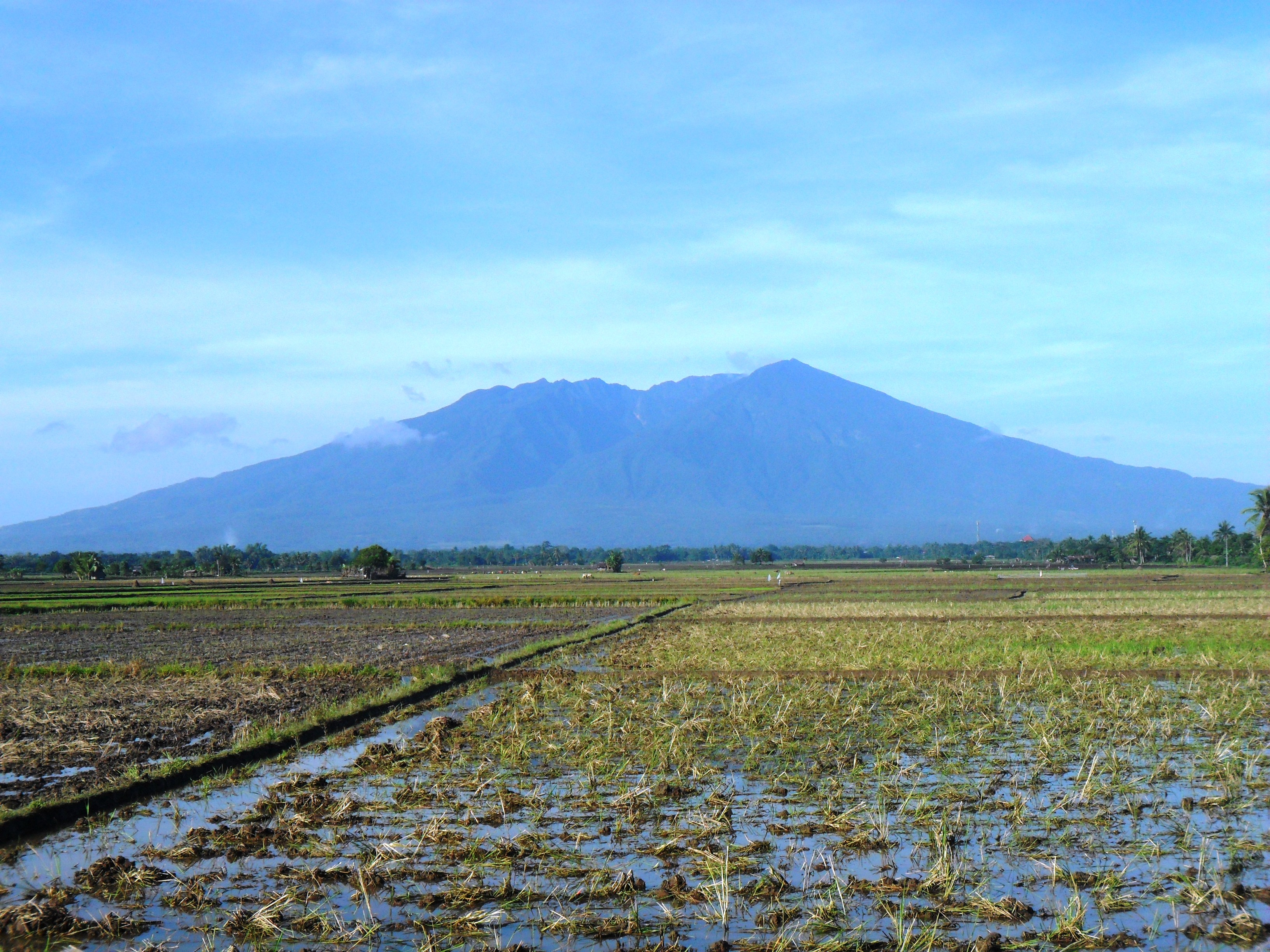
Isarog
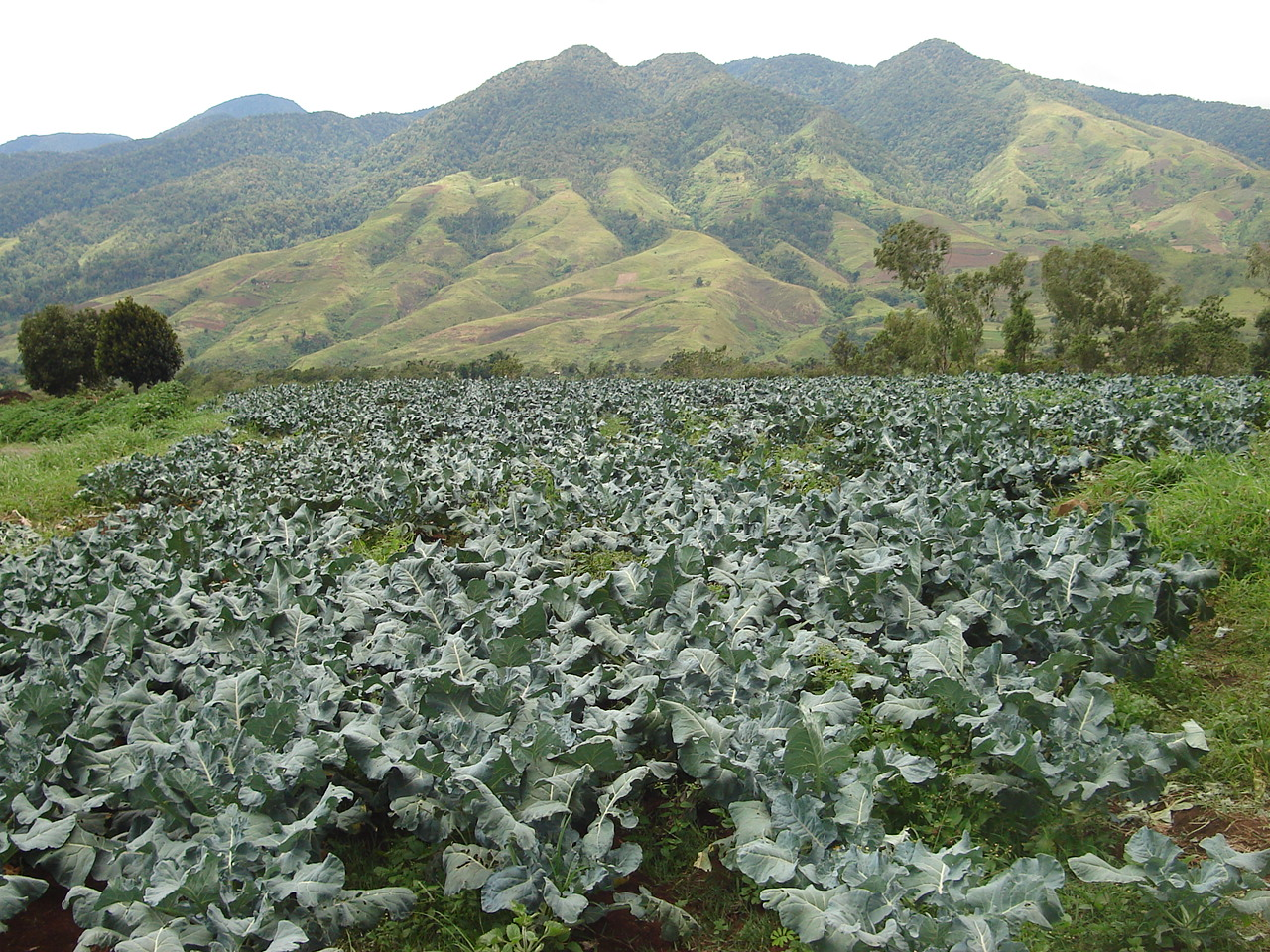
Kalatungan
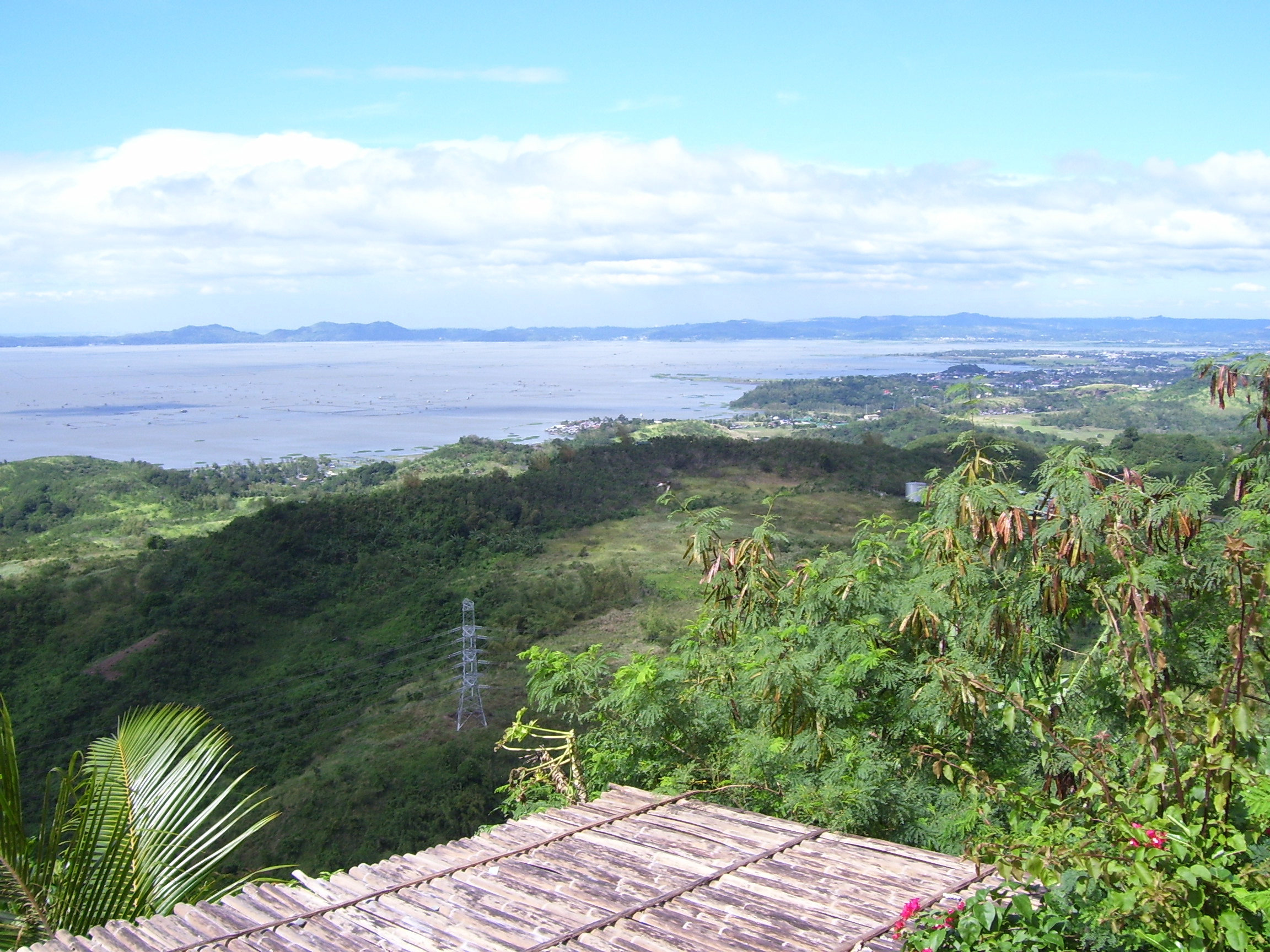
Kaldera Laguna.
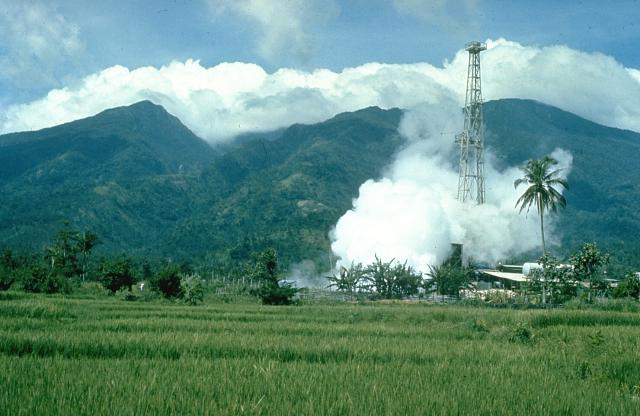
Malinao
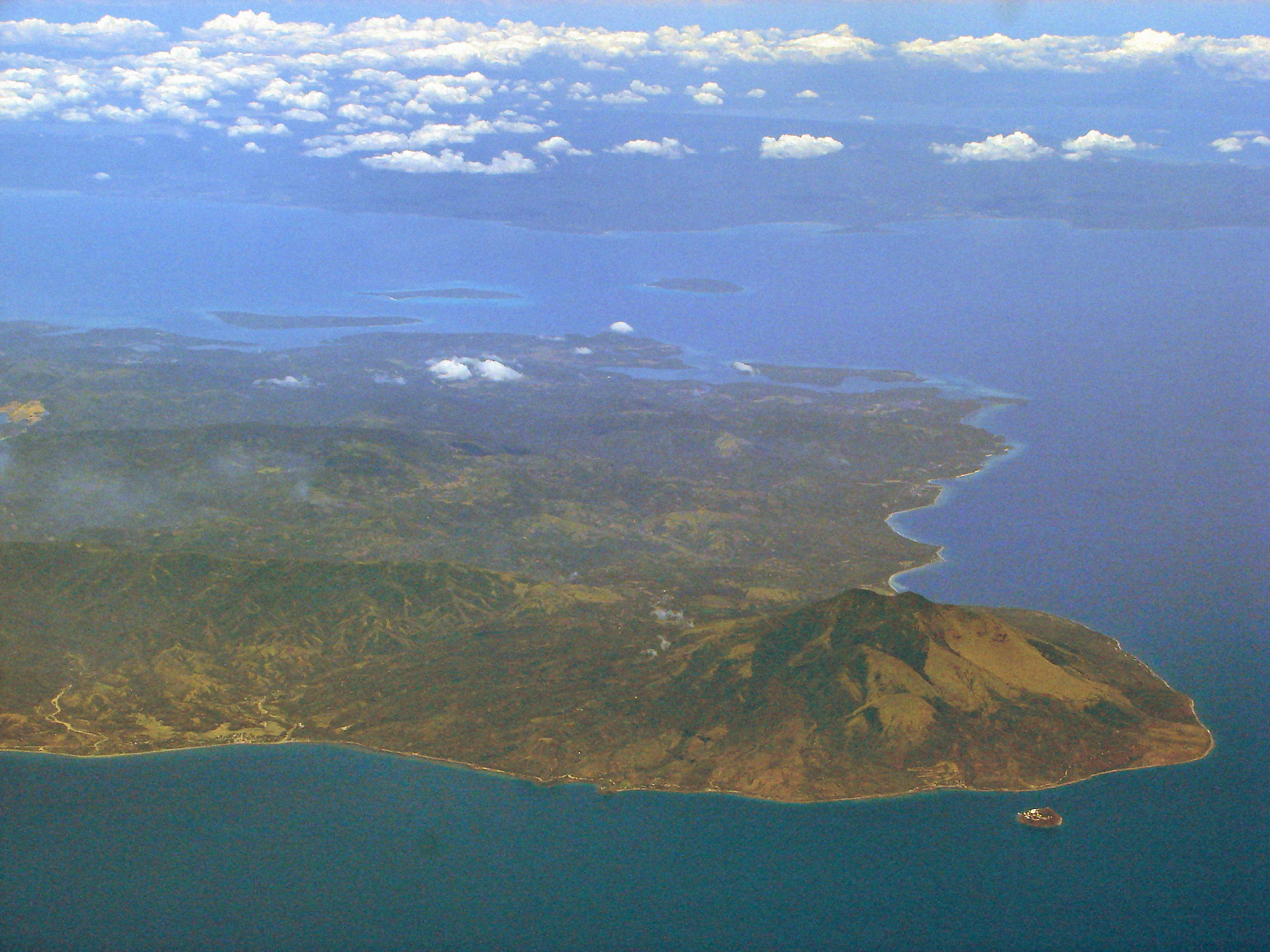
Malindig (vpravo)
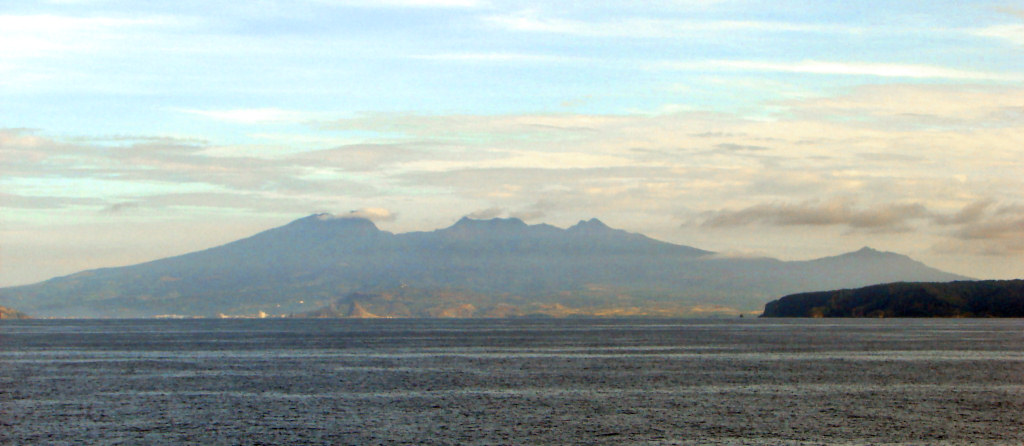
Mariveles
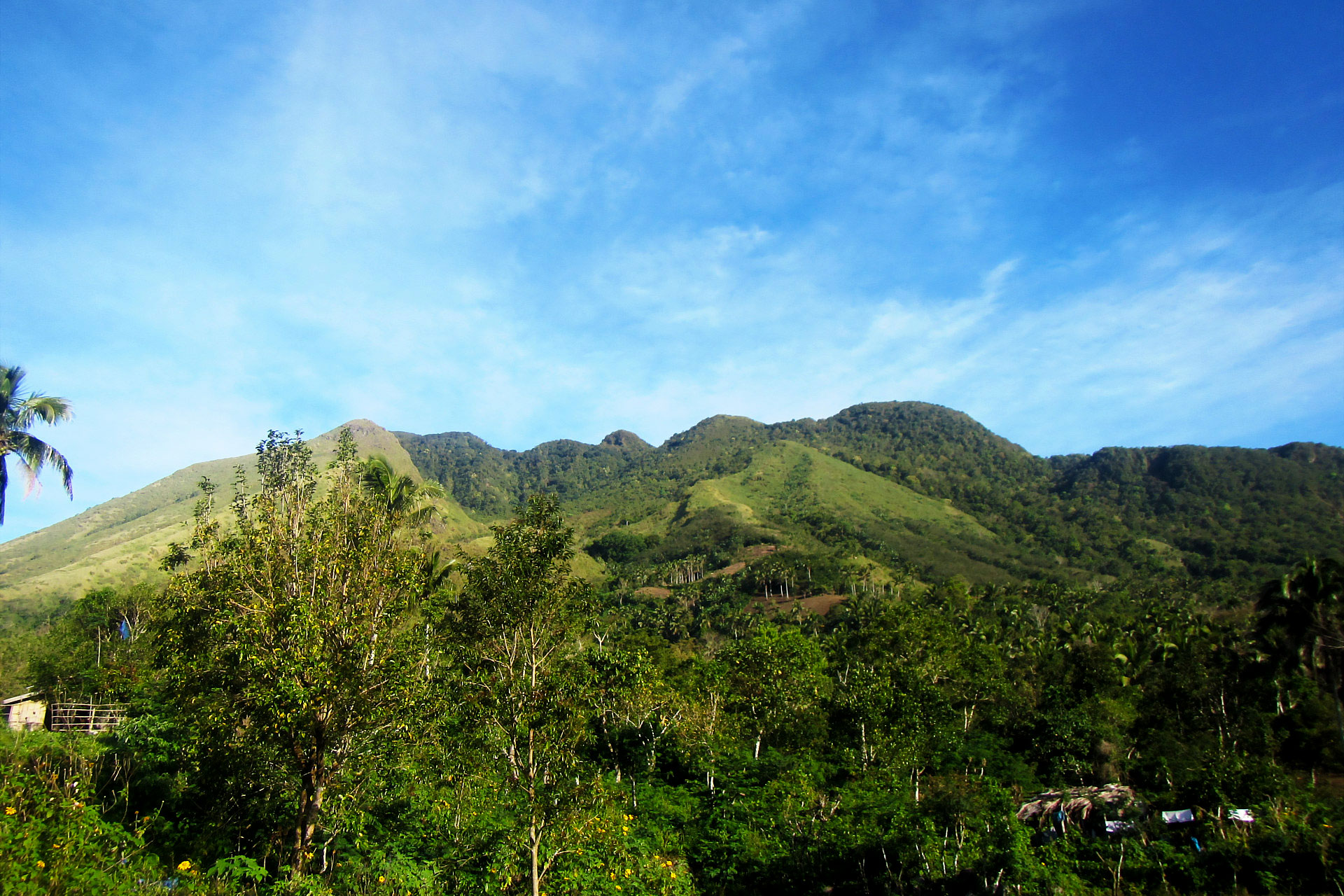
San Cristobal